# دائرة البوني
دائرة البوني إحدى دوائر  ولاية عنابة الجزائرية .  عاصمتها هي البوني  وتضم بلديات  : 
- البوني